# Maria Malyjasiak
Maria Malyjasiak (nascida na Polônia no dia 2 de março de 1989) é uma judoca polonesa, lutadora de submission e competidora faixa-preta de jiu-jitsu brasileiro.
Ex-membro da Equipe Nacional de Judô da Polônia e da Equipe Nacional de Grappling da Polônia, Malyjasiak é campeã pan-americana com e sem kimono, campeã europeia e medalhista nos campeonato Mundial da IBJJF e ADCC. Ela está classificada em 4º lugar no ranking IBJJF 2022-2023 de peso pesado com kimono.

## Carreira
Maria Malyjasiak nasceu em 2 de março de 1989 em Gdańsk, Polônia. Em 2002, começou a treinar Judô na escola, o que a levou a integrar a Equipe Nacional de Judô da Polônia e a Equipe Nacional de Grappling, competindo pela equipe de judô nas categorias sub-17 e sub-20. Em 2011, venceu um torneio de jiu-jitsu brasileiro, o UAEJJF Abu Dhabi Pro Trials [en], com apenas dois meses de treino. Malyjasiak então abandonou o judô para se dedicar ao BJJ. Em 2013, enquanto competia nos EUA, conheceu o faixa-preta de BJJ Abmar Barbosa, com quem começou a treinar, recebendo dele as faixas marrom e preta. Foi promovida a faixa-preta em 2017.

### Carreira como faixa-preta

#### 2020−2022
Malyjasiak competiu no Fight 2 Win 154, em 17 de outubro de 2020, e conquistou o título de peso meio-médio com kimono ao derrotar Nathiely de Jesus. Ela retornou ao evento no Fight 2 Win 165, em 27 de fevereiro de 2021, para defender seu título contra Elisabeth Clay [en] no evento principal. Malyjasiak foi finalizada com uma chave de joelho e perdeu o cinturão. Voltou a competir contra a campeã mundial do ADCC, Hannette Staack [en], no Fight 2 Win 168, em 27 de março de 2021, vencendo por decisão. Em seguida, enfrentou Kendall Reusing [en] no co-evento principal do Fight 2 Win 177, em 18 de julho de 2021, e venceu por finalização.

#### 2023
Malyjasiak competiu no Campeonato Europeu de Jiu-Jitsu IBJJF 2023, onde conquistou ouro na categoria meio-pesado e bronze no absoluto. Em 26 de março de 2023, participou do IBJJF Pan-Americano 2023 e ganhou bronze na divisão absoluto. Em seguida, competiu no Campeonato Brasileiro de Jiu-Jitsu, em 7 de maio de 2023, e venceu o ouro na categoria meio-pesado.
Malyjasiak participou do Mundial da IBJJF 2023, em 3 e 4 de junho, conquistando prata na categoria meio-pesado. Competiu no Campeonato Mundial Master de Jiu-Jitsu, em 2 de setembro de 2023, vencendo a divisão peso pesado master 1. Em seguida, participou do Campeonato Mundial de Jiu-Jitsu No-Gi IBJJF 2023, onde ganhou medalhas de bronze nas categorias peso pesado e absoluto.
Malyjasiak foi classificada como nº 4 no ranking IBJJF 2022-2023 de peso pesado com kimono e nº 9 no ranking geral com kimono.

#### 2024-2025
Malyjasiak conquistou uma medalha de bronze na categoria meio-pesado do Campeonato Europeu de Jiu-Jitsu IBJJF em 27 de janeiro de 2024.
Malyjasiak competiu na divisão acima de 65 kg do ADCC European, Middle-Eastern, and African Trials 2024. Ela ganhou uma medalha de bronze.
Malyjasiak conquistou uma medalha de bronze na divisão absoluto do  Mundial IBJJF 2024, em 1º de junho de 2024.
Ela então ganhou uma medalha de prata na categoria peso pesado e uma de bronze no absoluto do IBJJF Pan-Americano 2025.

## Conquistas e feitos
Principais conquistas (como faixa-preta):
- Campeã Pan-Americana IBJJF (2018[24] / 2022)
- Campeã Pan-Americana IBJJF Sem Kimono (2018[a] / 2021)
- Campeã Europeia IBJJF (2023)
- Campeã F2W Peso Médio (2021[25])
- Campeã F2W Peso Meio-Médio (2020)
- 2º lugar no Campeonato Mundial IBJJF (2018)
- 2º lugar no Campeonato Mundial IBJJF Sem Kimono (2018 / 2021)
- 2º lugar no ADCC World Championship +60 kg (2013[26])
- 2º lugar no UAEJJF Grand Slam Miami (2020[27])
- 3º lugar no Campeonato Mundial IBJJF (2021)
- 3º lugar no Campeonato Mundial IBJJF Sem Kimono (2017 / 2021[b])
- 3º lugar no Campeonato Mundial IBJJF (2023[b][28])
- 3º lugar no Pan-Americano IBJJF Sem Kimono (2021[b])
- 3º lugar no UAEJJF NA Continental Pro Championship (2018)

Principais conquistas (em faixas coloridas):
- Campeã Pan-Americana IBJJF (2015 marrom)
- Campeã Mundial IBJJF Sem Kimono (2016 marrom, 2013 roxa)
- Campeã Europeia IBJJF (2012 azul)
- 2º lugar no Campeonato Mundial IBJJF (2017/2015[b]/2014 marrom)
- 2º lugar no Campeonato Mundial IBJJF Sem Kimono (2016[b] marrom)
- 3º lugar no Pan-Americano IBJJF (2017 marrom, 2014 roxa)
- 3º lugar no Campeonato Mundial IBJJF (2015 marrom)
- 3º lugar no Campeonato Europeu IBJJF (2012[b] azul)

Principais conquistas (no judô):
- Campeã Nacional Sub-20 da Polônia (2007)
- Campeã Internacional Classe A Sub-20 (2007[29])
- Campeã Nacional Sub-17 da Polônia (2005)
- 5º lugar no Olympic Hopes Sub-17 Internacional (2005)

## Linhagem de instrutores
- Carlos Gracie > Hélio Gracie > Rolls Gracie > Romero Cavalcanti > Léo Vieira > Robert Drysdale > Abmar Barbosa > Maria Malyjasiak[2]

## Ver Também
- Tainan Dalpra
- Gabi Pessanha
- Megaton Dias
- Carlos Lemos Júnior
- Carlos Gracie Jr.
- Luiza Monteiro
- Tayane Porfírio
- Mayssa Bastos
- Maggie Grindatti
- Cyborg Abreu
- Braulio Estima
- Alexandre Ribeiro